# Second Bureau
Second Bureau é um filme de espionagem britânico de 1936, dirigido por Victor Hanbury, estrelado por Marta Labarr, Charles Oliver e Arthur Wontner. Foi feito no Shepperton Studios e baseado no romance homônimo de Charles Robert-Dumas.

## Elenco
- Marta Labarr como Erna Fielder
- Charles Oliver como Paul Benoit
- Arthur Wontner como cel. Gueraud
- Meinhart Maur como gen. von Raugwitz
- Fred Groves como sgt. Colleret
- Joan White como Dorothy Muller
- Anthony Eustrel como tte. Von Stranmer
- G. H. Mulcaster como Yvanne Brosilow
- Leo de Pokorny como Dr. Weygelmann
- Fewlass Llewellyn como diretor de Schaffingen
- Bruno Barnabe como comissário de polícia

## Literatura
- Low, Rachael. Filmmaking in 1930s Britain. George Allen & Unwin, 1985.